# Opa-locka
Opa-locka är en stad (city) i Miami-Dade County, i delstaten Florida, USA. Enligt United States Census Bureau har staden en folkmängd på 15 579 invånare (2011) och en landarea på 11,1 km².